# Olympische Sommerspiele 1968/Teilnehmer (Marokko)
| Gelbes Symbol für Goldmedaillen mit stilisierten Olympischen Ringen | Graues Symbol für Silbermedaillen mit stilisierten Olympischen Ringen | Braundes Symbol für Bronzemedaillen mit stilisierten Olympischen Ringen |
| ------------------------------------------------------------------- | --------------------------------------------------------------------- | ----------------------------------------------------------------------- |
| —                                                                   | —                                                                     | —                                                                       |

Marokko nahm an den Olympischen Sommerspielen 1968 in Mexiko-Stadt mit einer Delegation von 25 männlichen Athleten an 14 Wettkämpfen in vier Sportarten teil. Ein Medaillengewinn gelang keinem der Athleten.

## Teilnehmer nach Sportarten

### Basketball
- 16. Platz
Abderrahmane Sebbar
Moukhtar Sayed
Moulay Ahmed Riadh
Abdel Wahed Ben Siamar Mimun
Abderraouf Laghrissi
Khalil El-Yamani
Farouk Dioury
Noureddine Cherradi
Fathallah Bouazzaoui
Abdel Jabbar Bel Gnaoui
Allal Bel Caid
Mohammed Alaoui

### Boxen
- Tahar Aziz
Halbfliegengewicht: im Achtelfinale ausgeschieden

- Boujemaa Hilmann
Fliegengewicht: in der 1. Runde ausgeschieden

- Mohamed Sourour
Federgewicht: im Achtelfinale ausgeschieden

- Mohamed Bouchara
Weltergewicht: in der 1. Runde ausgeschieden

- Lahcen Ahidous
Mittelgewicht: in der 1. Runde ausgeschieden

### Leichtathletik
Männer
- Hassan El-Mech
100 m: im Vorlauf ausgeschieden

- Omar Ghizlat
400 m: im Vorlauf ausgeschieden

- Hamadi Haddou
1500 m: im Halbfinale ausgeschieden

- Larbi Oukada
3000 m Hindernis: im Vorlauf ausgeschieden

### Ringen
- Mohamed Karmous
Fliegengewicht, griechisch-römisch: in der 2. Runde ausgeschieden

- Khalifa Karouane
Bantamgewicht, griechisch-römisch: in der 2. Runde ausgeschieden

- Rahal Mahassine
Federgewicht, griechisch-römisch: in der 2. Runde ausgeschieden

- Mohamed Moukrim Ben Mansour
Leichtgewicht, griechisch-römisch: in der 2. Runde ausgeschieden